# Arcidiecéze Cincinnati
Arcidiecéze Cincinnati (latinsky Archidioecesis Cincinnatensis) je římskokatolická arcidiecéze na části území severoamerického státu Ohio se sídlem ve městě Cincinnati a s katedrálou sv. Petra v okovech, Cincinnati. Jejím současným arcibiskupem je Dennis Marion Schnurr.

## Stručná historie
Diecézi zřídil papež Pius IX. v roce 1821, v roce 1850 byla povýšena na arcidiecézi.

## Církevní provincie

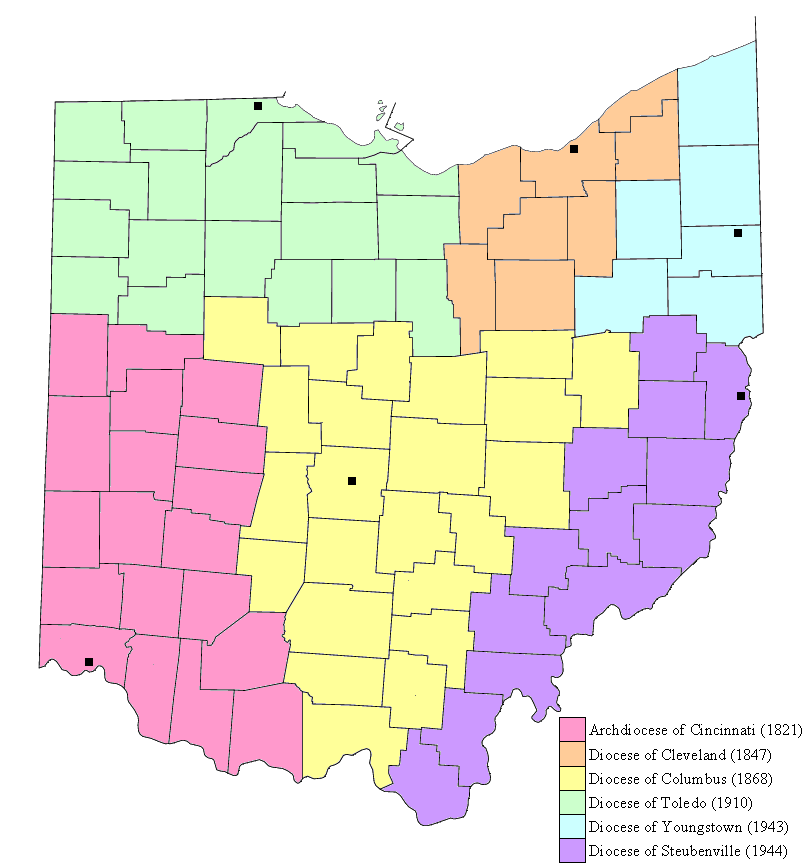
Mapa církevní provincie Cincinnati

Jde o metropolitní arcidiecézi, která zahrnuje území státu Ohio a jíž jsou podřízena tato sufragánní biskupství:
- diecéze clevelandská
- diecéze Columbus
- diecéze Steubenville
- diecéze toledská
- diecéze Youngstown.